# سلول بنیادی خون‌ساز
سلول‌های بنیادی خون‌ساز (انگلیسی: Hematopoietic stem cell) سلول‌های نارسی هستند که می‌توانند به سلول‌های خونی تبدیل شوند. این سلول‌های بنیادی در مغز استخوان، جریان خون داخل عروقی و خون بند ناف وجود دارند.
گاه در اثر میزان بالای شیمی‌درمانی یا پرتودرمانی (جهت درمان کانسر) این سلول‌ها نیز در بدن فرد بیمار آسیب جدی می‌بینند؛ پیوند مغز استخوان (BMT) و یا سلول‌های بنیادی خون محیطی (PBSCT) فرایندهایی هستند که به وسیله آنها، کمبود سلول‌های بنیادی تا اندازه‌ای جبران می‌شود.

## نگارخانه